# Kristóf Németh
Pour les articles homonymes, voir Németh.
Dans le nom hongrois Németh Kristóf, le nom de famille précède le prénom, mais cet article utilise l’ordre habituel en français Kristóf Németh, où le prénom précède le nom.
Né le 17 septembre 1987 à Szombathely, Kristóf Németh est un athlète hongrois, spécialisé dans le lancer du marteau.

## Biographie

### Palmarès
| Date | Compétition                          | Lieu       | Résultat | Performance |
| ---- | ------------------------------------ | ---------- | -------- | ----------- |
| 2003 | Championnats du monde jeunesse       | Sherbrooke | 2e       | 75,59 m     |
| 2005 | Championnats d'Europe juniors        | Kaunas     | 1er      | 78,85 m     |
| 2006 | Championnats du monde juniors        | Pékin      | 2e       | 78,39 m     |
| 2007 | Championnats d'Europe espoirs        | Debrecen   | 2e       | 72,56 m     |
| 2010 | Championnats d'Europe                | Barcelone  | 9e       | 73,93 m     |
| 2012 | Coupe d'Europe hivernale des lancers | Bar        | 3e       | 74,23 m     |

### Records
| Épreuve           | Performance | Lieu         | Date        |
| ----------------- | ----------- | ------------ | ----------- |
| Lancer du marteau | 76,45 m     | Zalaegerszeg | 5 juin 2010 |